# Abraxas raynori
Abraxas raynori là một loài bướm đêm trong họ Geometridae.